# Ракович Іван Петрович

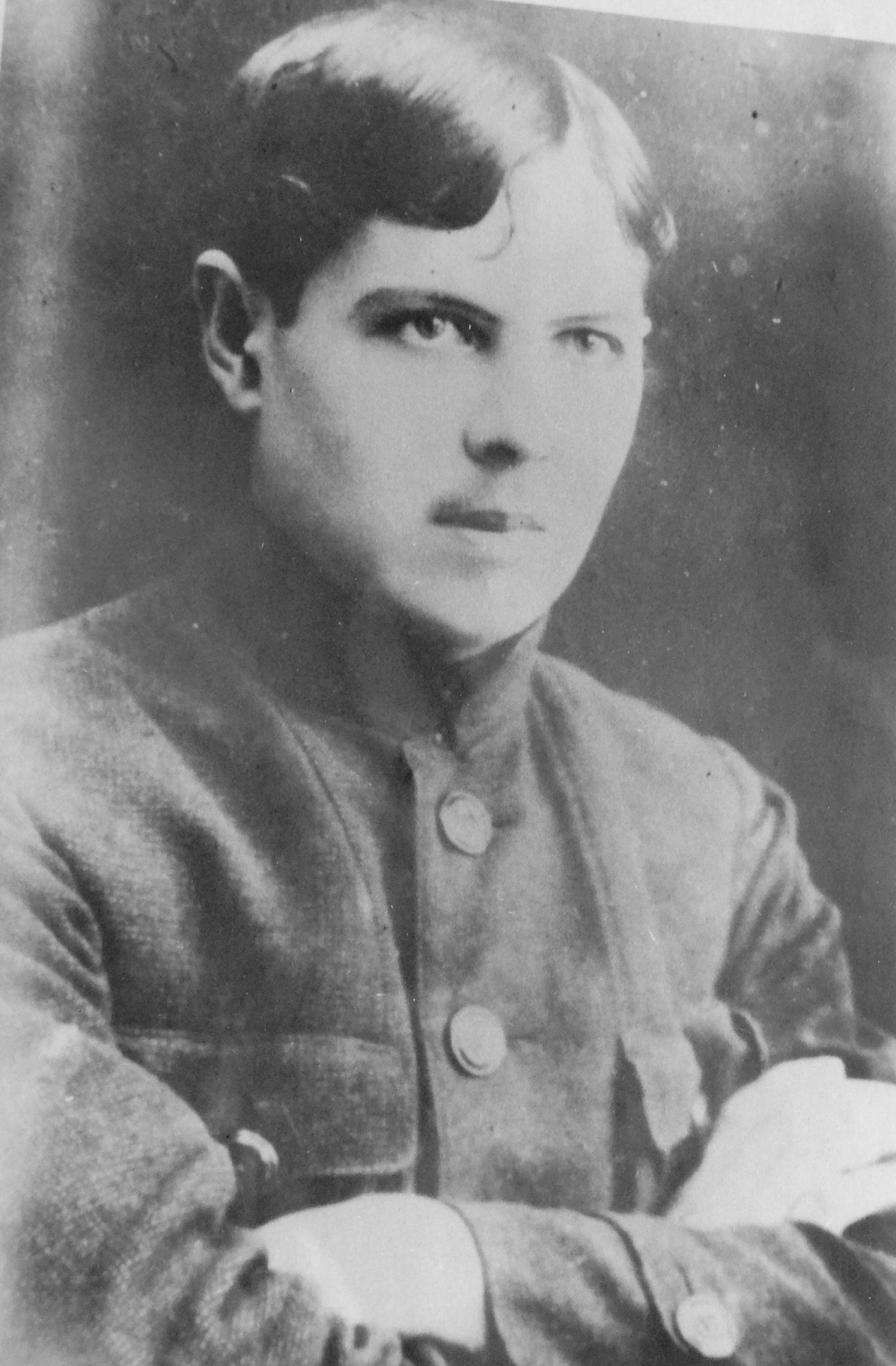
Ракович Іван Петрович

Ракович Іван Петрович (1895, с. Лозова Катеринославської губ. — 1937) — соратник А. С. Макаренка, педагог Полтавської трудової колонії імені М. Горького, брат працівниці колонії О. П. Ракович, прототип П. І. Горовича в «Педагогічній поемі».

## Біографія
Народився в с. Лозовій в сім'ї вчителя співів церковно-приходської школи і місцевої гімназії. Після закінчення гімназії у 1915 добровольцем пішов на фронт Першої світової війни. Під час Громадянської війни служив у Збройних силах Півдня Росії, підпоручик, потрапив у полон, як колишній білогвардієць перебував на особливому обліку в Полтавському губвідділі ДПУ. В макаренкознавстві існує думка, що А. С. Макаренко врятував І. П. Раковича від прискіпливої уваги каральних органів, надавши йому місце вихователя в колонії імені М. Горького. В колонії працював з 01.02.1923 по весну 1926, виконував спочатку обов'язки агента з постачання, пізніше вихователя і старшого вихователя 2-ї колонії (по-суті заступника Макаренка по тій частині колонії, що містилася в ковалівському маєтку), після остаточного переміщення колонії до Ковалівки — помічника А. С. Макаренка. Проводив заняття з фізкультури і військової справи, сприяв впровадженню елементів воєнізації у життя колонії (салюти, сигнальні труби, барабани тощо), організував колонійський театр. Мав музикальні і сценічні здібності, А. С. Макаренко високо цінував його «величезну енергію і кипучу натуру» та «надзвичайно чесне, щире ставлення до колонії». При переїзді колонії до Куряжу залишився в Полтаві. В 1930-ті роки проживав з сім'єю у с. Лозова, у 1937 заарештований органами НКВС, звинувачений і розстріляний як «ворог народу».